# أليكس شيرلي
أليكس شيرلي (بالإنجليزية: Alex Shirley)‏ (31 أكتوبر 1921 في المملكة المتحدة - 1990) هو لاعب كرة قدم بريطاني (وحمل سابقاً جنسية المملكة المتحدة لبريطانيا العظمى وأيرلندا) في مركز جناح ‏. لعب مع برادفورد سيتي ودندي يونايتد وأشتون يونايتد ونادي مانسفيلد تاون وNew Brighton A.F.C. ‏.